# Yamaha TTR
Yamaha TTR est une gamme de motos tout-terrain construites par le constructeur japonais Yamaha.
Elle se décline en différentes cylindrées : 50 , 90 ,110 (pour les enfants), 125 et 250. 
Il existait à partir de 1983 la TT 600 R en réponse à la Honda XR 500, et la TT 350 R de 1986 à 1992 championne du monde d'enduro dans sa catégorie en 1988 dans les mains du pilote Thierry Charbonnier. Ce sont les versions enduro des célèbres XT.
Le modèle TTR250 construit entre 1999 et 2006 fût une révolution dans le monde de l'enduro,  à mi-chemin entre le motocross et la moto de trail, les ingénieurs de Yamaha ont réussi chef-d'œuvre de compacité.  
Les performances, la maniabilité, la fiabilité et le confort hors du commun en a rapidement fait le modèle de prédilection des départements policiers et militaires de la majorité des pays sud américains et asiatiques. 

## Style
Plus confortable que les motos de la catégorie tout-terrain, la TTR est considérée comme une moto tout terrain tout de même.

## Moteur
Le moteur est un mono-cylindre refroidi à l'air.